# Cesare Pavese
Cesare Pavese, né le 9 septembre 1908 à Santo Stefano Belbo et mort le 27 août 1950 à Turin, est un écrivain italien.

## Biographie
Cesare Pavese étudie la littérature anglaise à Turin et écrit une thèse sur le poète américain Walt Whitman en 1930. En outre, il traduit en italien Moby Dick d'Herman Melville en 1932 (pour son plaisir, dit-il), ainsi que des œuvres de John Dos Passos, William Faulkner, Daniel Defoe, James Joyce ou encore Charles Dickens.
Il collabore à la revue Culture dès 1930, publiant des articles sur la littérature américaine, et compose son recueil de poèmes Travailler fatigue, qui paraît en 1936, année où il devient professeur d'anglais.
Il s'inscrit de 1932 à 1935 au Parti national fasciste, sous la pression selon lui des membres de sa famille. En conformité avec le régime, il est choisi en 1934 comme directeur de la revue Culture éditée par Einaudi et tribune de ses amis de « Giustizia e Libertà », groupe anti-fasciste. En 1935, Pavese est arrêté pour activités anti-fascistes. Exclu du parti, il est exilé en Calabre à Brancaleone pour huit mois. En 1939, il écrit le récit Le Bel Été qui ne paraît qu'en 1949, accompagné de deux autres textes : Le Diable sur les collines et Entre femmes seules.
Après la Seconde Guerre mondiale, Cesare Pavese adhère au Parti communiste italien, s'établit à Serralunga di Crea, puis à Rome, à Milan et finalement à Turin, travaillant pour les éditions Einaudi. Il ne cesse d'écrire durant ces années, notamment en 1949 un roman : La Lune et les Feux. Le rythme, soutenant les contenus, a toujours été sa préoccupation d'écrivain et de poète.
Cesare Pavese se suicide le 27 août 1950 dans une chambre de l'hôtel Roma, place Carlo-Felice à Turin, laissant sur sa table un mot : « Je pardonne à tout le monde et à tout le monde, je demande pardon. Ça va ? Ne faites pas trop de commérages. »
Il aura aussi tenu un journal intime, paru sous le titre Le Métier de vivre (posthume), de 1935 à sa mort. Il s'achève lui aussi sur ces mots : « Tout cela me dégoûte. — Pas de paroles. Un geste. Je n'écrirai plus ».

## Œuvres
- La Trilogie des Machines (1929) (recueil de trois récits d'inspiration futuriste), postface de Marziano Guglielminetti, traduit par Joël Gayraud, Paris, Mille et une nuits, 1993
- Travailler fatigue (Lavorare stanca, 1936)
- La Plage (La spiaggia, 1942)
- Vacance d'août (Feria d'agosto, 1946)
- Dialogues avec Leuco (1947), traduction collective (séminaire Sorbonne Nouvelle - Paris 3 : B. Di Lauro, M. Fusco, M. Muià, J.Ch. Vegliante…), 1986 ; nouvelle traduction de Marie Fabre aux éditions Trente-trois morceaux, Lyon, 2021)
- Le Camarade (it) (Il compagno, 1947)
- Avant que le coq chante, recueil de trois récits : Par chez nous, La Prison et La Maison dans les collines  (La casa in collina, 1949)
- Le Bel Été, recueil de trois récits : Le Bel Été, Le Diable sur les collines et Entre femmes seules   (La bella estate, 1949), prix Strega 1950, traduction M. Arnaud
- La Lune et les Feux (La luna e i falò, 1950)
- Le Métier de vivre (Il mestiere di vivere, posthume, 1952)
- Nuit de fête (Notte di festa, posthume, 1953)
- Herman Melville (1932), traduit de l'italien par Manuel Esposito, Paris, La Variation, 2022.

## Adaptations cinématographiques
- Michelangelo Antonioni, Femmes entre elles (Le amiche, 1955), d'après la nouvelle Tra donne sole, parue en français sous le même titre que le film
- Raoul Ruiz, El realismo socialista (1973)
- Vittorio Cottafavi, Le Diable sur les collines, (Il diavolo sulle colline, 1985), d'après le roman Le Diable sur les collines, (Il diavolo sulle colline, 1949)
- Matías Piñeiro, Tu me brûles (Tú me abrasas, 2024), d'après les Dialogues avec Leuco (à savoir le dialogue Écume de vague)
- Jean-Marie Straub et Danièle Huillet ont adapté six fois les Dialogues avec Leuco au cinéma :
  - 1979 : Dalla nube alla resistenza (De la nuée à la résistance), 35 mm, couleur, 105 min (film divisé en deux parties : la seconde est une adaptation de La Lune et les Feux)
  - 2006 : Ces rencontres avec eux (Quei loro incontri), 35 mm, couleur, 68 min
  - 2007 : Le Genou d'Artémide, 35 mm, couleur, deux versions de 26 min et 27 min (réal. J.-M. Straub seul)
  - 2008 : Le Streghe - Femmes entre elles, 35 mm, couleur, 21 min (réal. J.-M. Straub seul)
  - 2010 : L'Inconsolable, mini DV (Panasonic AG DVX 100), couleur, deux versions de 15 min environ (réal. J.-M. Straub seul)
  - 2011 : La madre, HD (Canon 5D), couleur, deux versions de 20 min environ (réal. J.-M. Straub seul)

## Adaptation théâtrale
- 1986: Le Plaisir des autres d'Agnès Mallet, d'après la nouvelle Entre femmes seules extraite du recueil Le bel été , mise en scène Gilles Gleizes Théâtre 14[5]